# کارل آی. هاگن
کارل-ایوار هاگن (به انگلیسی: Carl I. Hagen) زاده ۶ مه ۱۹۴۴ در اسلو، یک سیاستمدار نروژی و رهبر سابق حزب فرمسکریت پارتی است.
وی از سال ۱۹۷۴ در چند دوره نماینده منتخب اسلو در مجلس ملی نروژ بوده‌است.
 کارل آی. هاگن، از ۱۰ اکتبر ۲۰۰۵ تا ۳۰ سپتامبر ۲۰۰۹ سمت نایب رئیس مجلس ملی نروژ را برعهده داشته‌است.

## سابقه سیاسی

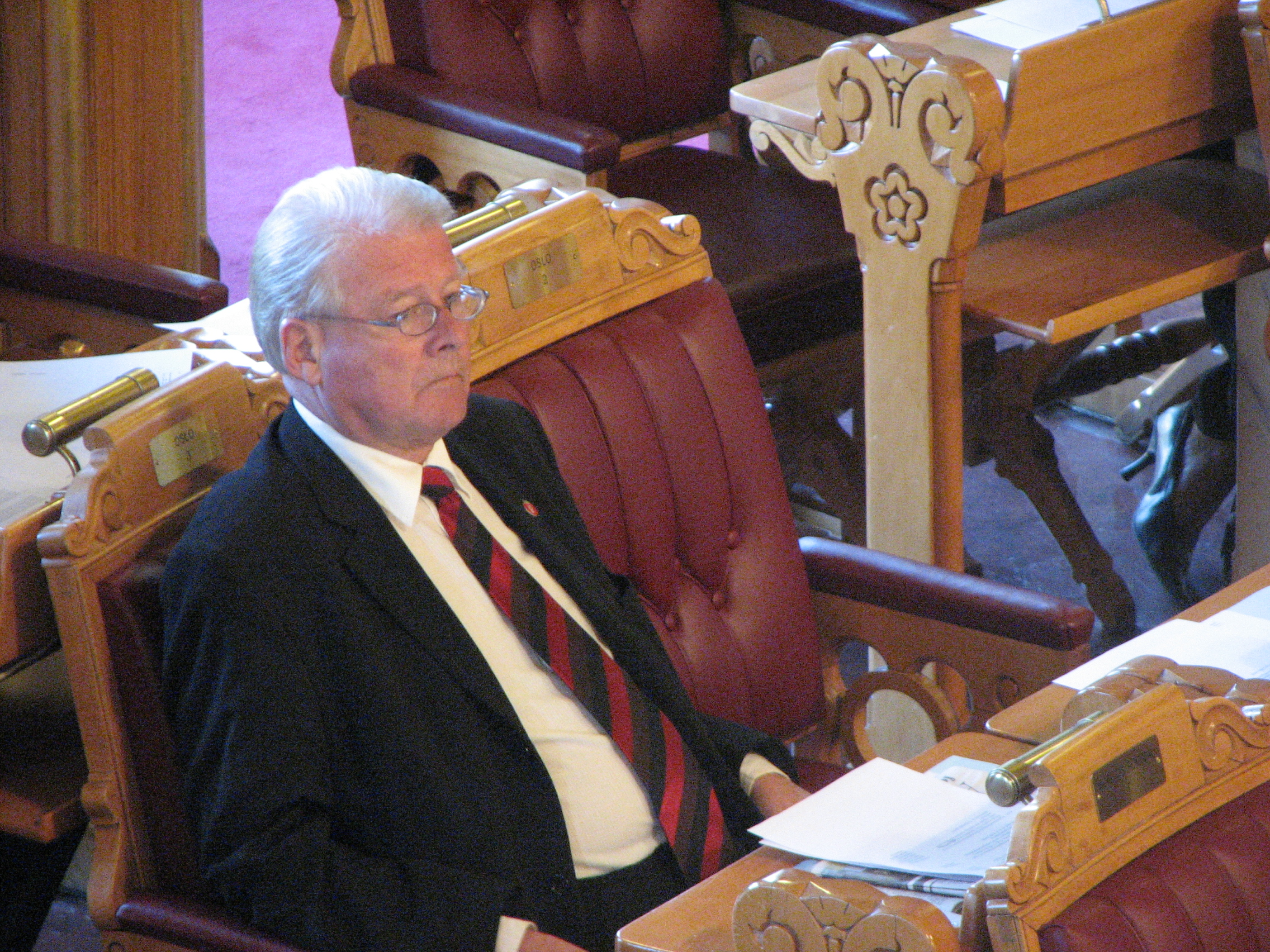
کارل-ایوار هاگن در مجلس ملی نروژ سال 2009

کارل آی. هاگن، در رشته اقتصاد تحصیل کرده و دارای تجربه کاری است. وی سابقاً از سال ۱۹۷۰ تا سال ۱۹۷۴، پیش از اشتغال تمام وقت به امورسیاسی، مدیر یک شرکت سهامی خاص بوده‌است. هاگن در سال ۱۹۷۳ از طرف حزب فرمسکریت پارتی که سابقاً آندرس لانگه، نام داشت، نامزد انتخابات شده و بعد از درگذشت آندرس لانگه، در سال ۱۹۷۴ به عنوان نماینده وارد  مجلس ملی نروژ شد. هاگن بین سالهای ۱۹۷۴ تا ۱۹۷۷ نماینده یک شاخه انشعابی از حزب آندرس لانگه، با نام حزب رفرم در  مجلس ملی نروژ بود. حزب رفرم بیش از یک سال عمر نکرد و در سال ۱۹۷۷ حزب آندرس لانگه، رسماً به فرمسکریت پارتی تغییر نام داد. 

هاگن بار دیگر در چند دوره متوالی، بین سالهای ۱۹۸۱ تا ۲۰۰۹ میلادی به عنوان نماینده حزب فرمسکریت پارتی از حوزه انتخاباتی اسلو در مجلس ملی نروژ حضور داشت؛ واز سال ۱۹۸۱ تا ۲۰۰۵ رهبر پارلمانی این حزب در  مجلس ملی نروژ بود. وی همچنین بعداً بین سالهای ۲۰۱۷ تا ۲۰۲۱ به عنوان عضو علی‌البدل و بین سالهای ۲۰۱۸ تا ۲۰۲۰ به عنوان عضو اصلی در  مجلس ملی نروژ، به نمایندگی از مردم اوپلاند، حضور مجدد پیدا کرد. هاگن، بین سالهای ۲۰۰۵ تا ۲۰۰۹ علاوه بر حضور در مجلس، نایب رئیس  مجلس ملی نروژ بوده‌است.

کارل آی. هاگن، بین سالهای ۱۹۷۹ تا ۲۰۱۹ در چندین دوره، عضو شورای شهر اسلو بوده‌است. 

وی در سال ۱۹۷۳ دبیر و عضو هیئت مدیره حزب آندرس لانگه و بین سالهای ۱۹۷۸ تا ۲۰۰۶ رهبر حزب فرمسکریت پارتی بوده‌است.

## دوران رشد و جوانی
کارل آی. هاگن، در ۶ مه سال ۱۹۴۴ در اسلو به دنیا آمد و بعد از خواهری که ۲ سال از او بزرگتر بود، فرزند دوم یک خانواده ۴ نفری شد. پدرش یکی از مدیران سازمان تعیین و کنترل قیمت کالاها بود و مادرش کتابداری بود که در یک شرکت حقوقی کار می‌کرد. خواهر وی بعدها به مقام استادی رشته تاریخ در دانشگاه اسلو رسید. در ضمن بعدها هاگن صاحب یک خواهر کوچکتر از خود نیز شد.
پدر بزرگ‌های کارل ایوار هاگن، از طرف پدری کارل و از طرف مادری ایوار نام داشتند و والدین او نیز بر همین اساس نام کارل ایوار را برای وی برگزیدند.
کارل ایوار، از همان دوران دبیرستان که در بخش غربی اسلو گذشت، در سال ۱۹۵۹تعطیلات خود را برای کار تابستانی و چیدن توت فرنگی به انگلستان سفر کرد. در تعطیلات سال بعد با حمایت و وساطت پدرش روی عرشه یک کشتی مشغول کار شد. در تابستان سال ۱۹۶۱ به عنوان کمک مکانیک کشتی توانست تعطیلات خود را به نیویورک و فیلادلفیا سفر کند. 

هر چند به گفته خود کارل آی. هاگن، خانواده او تا تا پیش از رسیدن پدرش به مقام ریاست به حزب کارگر نروژ تمایل داشتند اما کارل ایوار خود در نوجوانی بی آنکه فعالیت سیاسی خاصی داشته باشد، عضو سازمان جوانان حزب دست راستی هویره بود.

بعد از پایان دوره دبیرستان، کارل ایوار، مدتی را در یک شرکت آسفالت سازی در ترومسو مشغول کار بود. تا آنکه در سال ۱۹۶۴ برای گذراندن اولین دوره خدمت وظیفه به رینگریک در استان بوسکرود سفر کرد و در بخش فنی آموزش دید. در حین خدمت سربازی وی مدتی نماینده انجمن معتمد سربازان وظیفه در بخش خود بود. وظیفه این انجمن ایجاد ارتباط سازنده بین کادر وظیفه و حرفه ای ارتش بود و از این نظر کارل آی. هاگن، دوران خوب و آسوده‌ای را حین خدمت تجربه کرده‌است.

## یادداشت
1. ↑  Tate & Lyle Norge A/S